# 拉藏汗
拉藏汗（藏語：ལྷ་བཟང་ཧན，藏语拼音：Lhasang han，？—1717年）或拉藏（ལྷ་བཟང༌），名拉藏魯貝（ལྷ་བཟང་ཀླུ་དཔལ），和硕特汗国最后一任可汗，固始汗曾孙，达赖汗朋素克之子。
1701年，达赖汗去世，丹增旺傑继承汗位，後被其弟拉藏魯貝篡奪，清朝康熙帝册封他为翊法恭順汗，是為拉藏汗。1703年拉藏汗抵达拉萨，1705年，拉藏汗杀死西藏专权的第巴桑结嘉措，废黜其拥立的六世达赖仓央嘉措，重新选定阿旺伊西嘉措为六世达赖，得到康熙帝的册封。1717年，准噶尔汗国的策妄阿拉布坦派台吉大策零敦多布经藏北纳木错攻入拉萨，杀死了拉藏汗，和硕特汗国灭亡。